# ライプツィヒ・メッセ

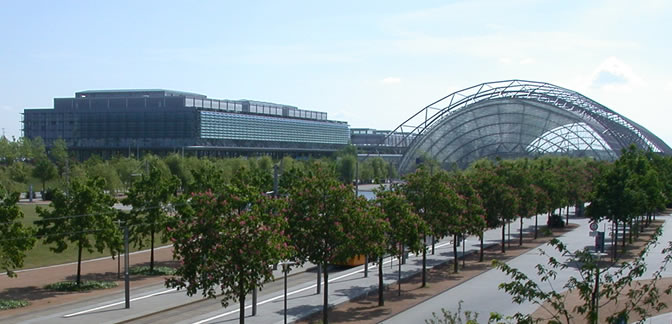
新しいライプツィヒ・メッセの会場

ライプツィヒ・メッセ(ドイツ語: Leipziger Messe)はドイツ・ザクセン州のライプツィヒで開催される最大級の見本市。

## 概要
世界最古の見本市でもあり、1190年から続いている。ライプツィヒは第二次世界大戦後社会主義国・東ドイツに属したが、社会主義政権下でも見本市は続けられてきた。15世紀以降のドイツや中欧では、商都としての経済的発展のもとで「メッセ（Messe）」と呼ばれる大規模な定期市が開かれた。神聖ローマ皇帝のマクシミリアン1世 はメッセを保護し、これによってライプツィヒは神聖ローマ帝国内初の帝国市「ライプツィヒ・メッセ」の街として経済的優位を確立する。当時のメッセは商品を直接売買する現物市であった。数世紀にわたる交易を通して諸国から最新の知識や技術などがもたらされ、ライプツィヒの国際的な繁栄を支えた。ドイツにおいてライプツィヒとフランクフルトがメッセの2大都市として知られ、16世紀からはライプツィヒのメッセがフランクフルトを上回った。その原因としては、周辺地域での工業の発達、移民の受け入れ、内陸の通商路の重要性の高まり、ザクセンにおける手工業の発展などがあげられる。
19世紀には、メッセという語は見本市も指すようになった。近代に入ると、これまでの現物市に代わり商品見本の展示を主とする世界初の「見本市」が1895年に当地で開催され、これによってライプツィヒは見本市の街として世界的に知られるようになる。「メッセ」という語は以降「見本市」を表すこととなった。マイセン磁器やシュタイフ社のテディベアなども、ライプツィヒ・メッセを通して世界へと紹介された。中心街には世界で初めて建設された見本市開催施設である市立商館（Städtisches Kaufhaus）、メードラー・パッサージュ街（Mädler Passage）に代表される戦前の壮麗な見本市商館が残り、国際見本市都市の栄華を物語る。1996年以降開催される市街北部に新設された現在の見本市会場は町の北東にある空港とジャンクションから離れておらず、ヨーロッパで最も近代的な見本市会場である。

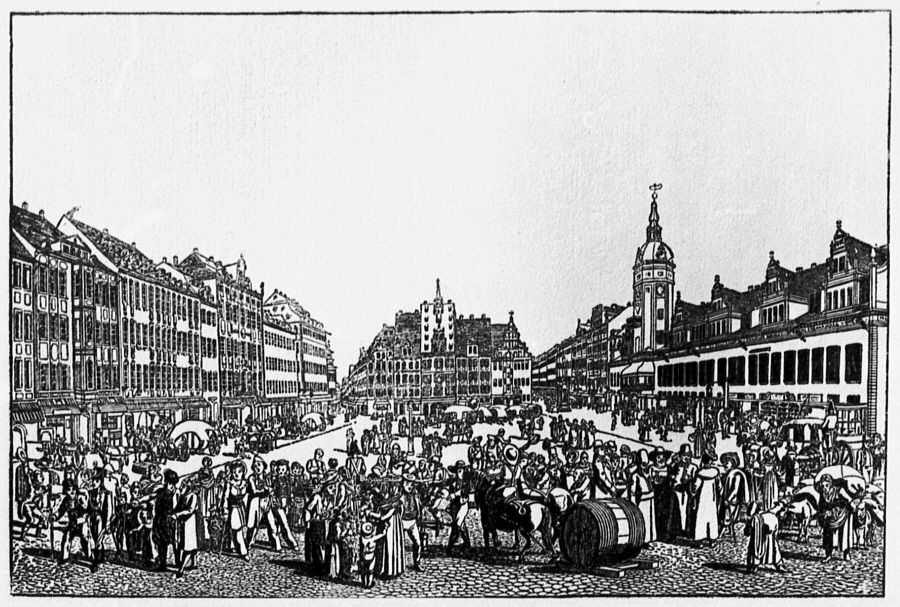
1800年の見本市
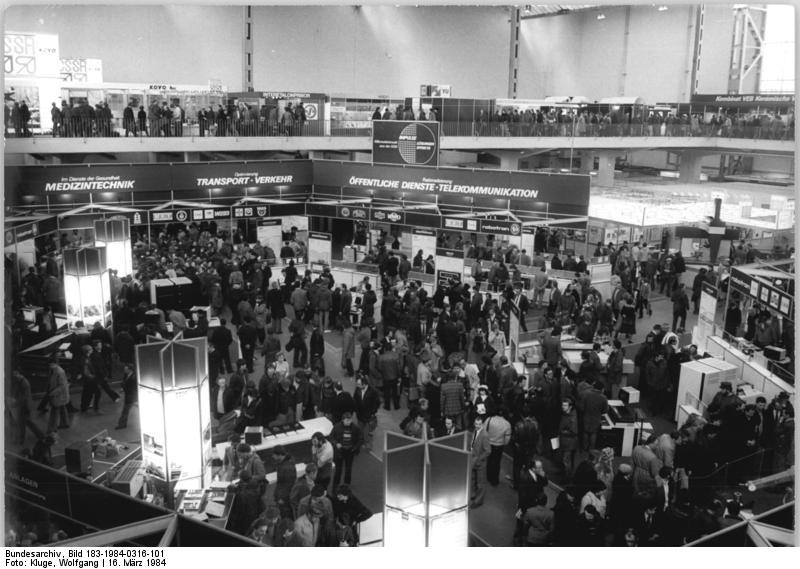
東ドイツ時代の見本市会場（1984年）